# Festival Eurovisão da Canção 2001
O Festival Eurovisão da Canção 2001 (em inglês: Eurovision Song Contest 2001, em francês: Concours Eurovision de la chanson 2001 e em dinamarquês: Eurovision Melodi Grand-prix 2001) foi o 46º Festival Eurovisão da Canção e teve lugar a 12 de maio de 2001, em Copenhaga na Dinamarca. Os apresentadores do evento foram Natasja Crone Back e Søren Pilmark. Os vencedores deste festival foram Tanel Padar, Dave Benton e 2XL que representaram a Estónia com a canção "Everybody".

## Local

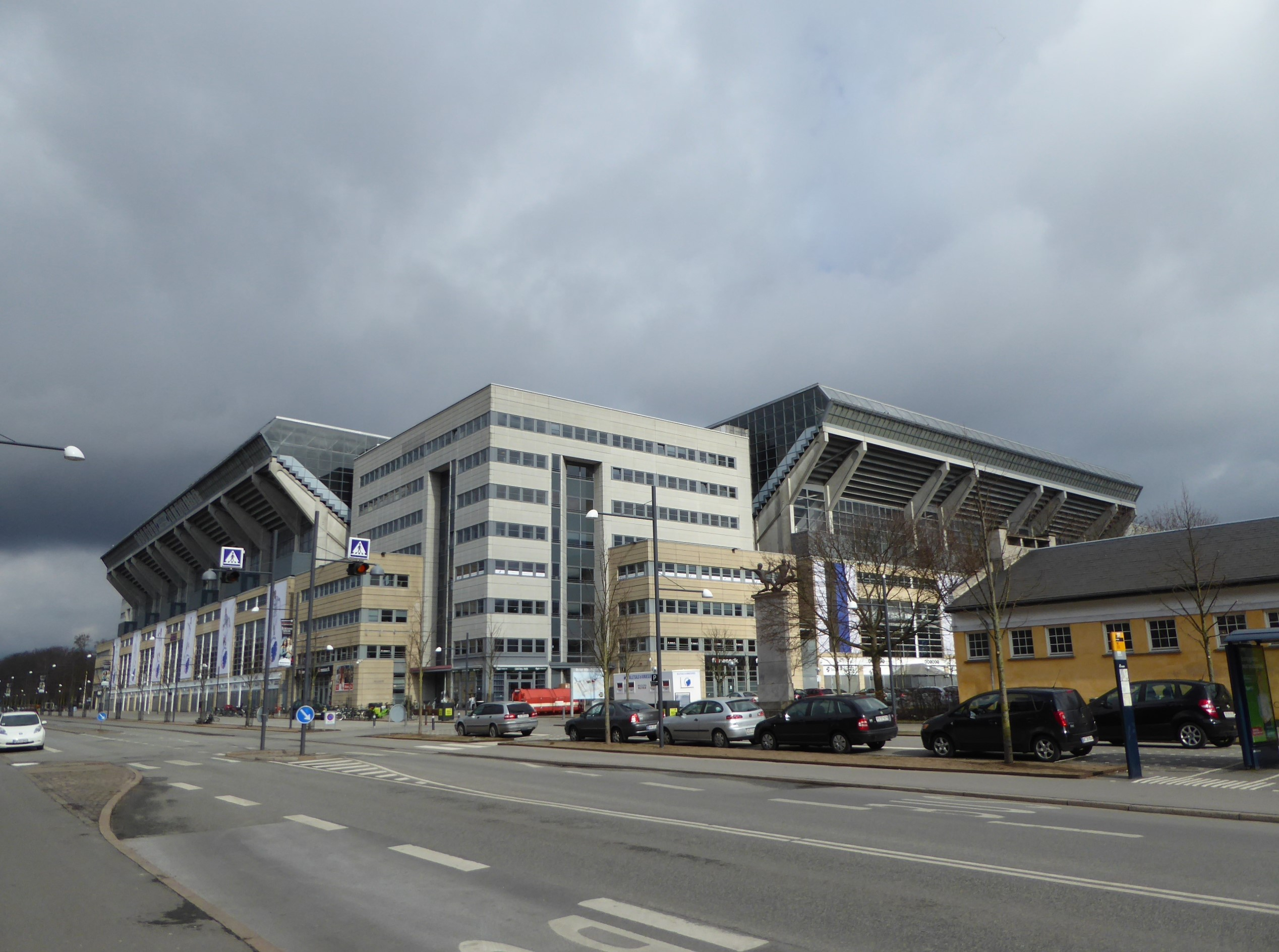
O Estádio Parken, em Copenhaga, na Dinamarca.

O Festival Eurovisão da Canção 2001 ocorreu em Copenhaga, na Dinamarca. Copenhaga é a capital e a maior cidade da Dinamarca e dispõe de privilégios de condado. Situa-se na costa do mar Báltico em frente da Suécia. A sua principal atracção turística é a escultura Sereiazinha ou  Pequena Sereia situada no porto da cidade.
O festival em si realizou-se no Estádio Parken, o maior recinto da história a receber o certame, com capacidade para 35 000 espetadores, tendo sido preciso instalar uma cobertura no estádio para receber a edição.. É um estádio localizado no bairro de Østerbro em Copenhaga, na Dinamarca. Inaugurado em 9 de Setembro de 1992 - com o amistoso entre Dinamarca e Alemanha, tem capacidade para 38 065 espetadores e é casa do clube F.C. Copenhagen e da Seleção Dinamarquesa de Futebol. É um estádio 4 Estrelas segundo a UEFA desde 1993, e recebeu as finais da Copa da UEFA de 1999-2000 e da Taça dos Clubes Vencedores de Taças de 1993-1994. 

## Formato
A emissora nacional dinamarquesa enfrentou alguns problemas ao organizar o concurso, como a falta de fundos e a busca de um local adequado. Finalmente, o local escolhido foi o Estádio Parken, depois que a empresa que administra o estádio concordou em adicionar um teto retrátil ao edifício. Esta solução tornou-se o maior local de sempre a sediar um Festival Eurovisão da Canção, mas a escala não foi inteiramente um sucesso: muitas das 35 000 pessoas na plateia não puderam ver o palco, e para muitas participações o recinto parecia ser muito grande e a acústica era muito difícil.
As regras desta edição foram publicadas a 5 de outubro de 2000.
Mudanças ocorreram no processo de qualificação para a edição do ano seguinte: juntamente com os países "Big 4", os 15 melhores colocados qualificariam-se para a competição do próximo ano. As outras vagas para 2002 seriam preenchidas por países que foram excluídos do concurso de 2001 por causa de sua baixa média de pontos para os anos 1996-2000.
No logótipo oficial, quatro círculos formavam um coração, e os quatro círculos estavam presentes no palco como quatro "círculos" de luzes.
Os favoritos neste concurso eram França, Grécia e Dinamarca. No entanto, Tanel Padar e Dave Benton tornaram-se os vencedores inesperados do Festival, representando a Estónia, sendo a primeira vez que um país da antiga União Soviética ganhou a Eurovisão. Aliás, Dave Benton, nascido e criado em Aruba, foi o primeiro negro e, aos 50 anos e 101 dias, o concorrente mais velho a vencer o concurso.
A canção sueca, "Listen To Your Heartbeat" tornou-se parte de uma polémica depois ter sido acusada de ser um plágio da canção belga do Festival Eurovisão da Canção 1996 " Liefde is een kaartspel". No início isso foi negado pelos compositores suecos, Thomas G: son e Sethsson Henrik, mas depois de os compositores belgas os ameaçarem com um processo em tribunal, viram-se obrigados a lhes darem dinheiro. Tendo assim sido, a primeira canção do Festival Eurovisão da Canção declarada como plágio. 

## Votação
17 dos 23 países usaram o televoto, onde, às 10 canções mais votadas, eram atriuídos 12, 10, 8, 7, 6, 5, 4, 3, 2, 1 ponto, com um júri de salvaguarda, em caso de erros. Um júri nacional era usado em casos de força maior, em que não se pudesse utilizar o televoto. Em 3 países, foi usado o júri e nos outros 3 países foi usado o método 50/50, 50% televoto e 50% júri.
A supervisora executiva da EBU foi Christine Marchal-Ortiz.
Durante a votação, a câmera fez vários close-ups dos artistas. Em particular, Tanel Padar, Dave Benton & 2XL, os Rollo & King, os Antique, Natasha St-Pier e os MTM apareceram.

## Participantes

Países participantes

Durante cerca de 10 meses, todos os países foram escolhendo os seus representantes, assim como as músicas que os mesmos interpretaram em Jerusalém. Para realizar tal selecção, cada país utilizou o seu próprio processo de selecção. Alguns optaram pela selecção interna, que consiste em a televisão organizadora daquele país fazer a escolha; no entanto, por vezes apenas o artista é seleccionado internamente, e a música não. Outros países (a maioria), utilizou um programa de televisão para seleccionar a sua entrada. Quartos de final, semifinais, second-chances e finais, foram realizados durante nos meses antecedentes do Festival (até março) na maioria dos países europeus, cada um com o seu processo próprio.
| País                 | Título original da Canção     | Artista                        | Processo                                                     | Data da Selecção        |
| País                 | Tradução em Português         | Idioma                         | Processo                                                     | Data da Selecção        |
| -------------------- | ----------------------------- | ------------------------------ | ------------------------------------------------------------ | ----------------------- |
| Alemanha             | "Wer liebe lebt"              | Michelle                       | Countdown Grand Prix 2001                                    | 2 de março de 2001      |
| Alemanha             | Quem vive o amor              | Alemão & Inglês                | Countdown Grand Prix 2001                                    | 2 de março de 2001      |
| Bósnia e Herzegovina | "Hano"                        | Nino Pršeš                     | Eurosong BiH 2001                                            | 10 de março de 2001     |
| Bósnia e Herzegovina | Ana                           | Bósnio & Inglês                | Eurosong BiH 2001                                            | 10 de março de 2001     |
| Croácia              | "Strings of My Heart"         | Vanna                          | Dora 2001                                                    | 4 de março de 2001      |
| Croácia              | Os acordes do meu coração     | Inglês                         | Dora 2001                                                    | 4 de março de 2001      |
| Dinamarca            | "Never Ever Let You Go"       | Rollo & King                   | Dansk Melodi Grand-Prix 2001                                 | 17 de fevereiro de 2001 |
| Dinamarca            | Nunca deixar-te-ei partir     | Inglês                         | Dansk Melodi Grand-Prix 2001                                 | 17 de fevereiro de 2001 |
| Eslovénia            | "Energy"                      | Nuša Derenda                   | EMA 2001                                                     | 24 de fevereiro de 2001 |
| Eslovénia            | Energia                       | Inglês                         | EMA 2001                                                     | 24 de fevereiro de 2001 |
| Espanha              | "Dile que la quiero"          | David Civera                   | Eurocanción 2001                                             | 23 de fevereiro de 2001 |
| Espanha              | Diz-lhe que a amo             | Castelhano                     | Eurocanción 2001                                             | 23 de fevereiro de 2001 |
| Estónia              | "Everybody"                   | Tanel Padar, Dave Benton & 2XL | Eurolaul 2001                                                | 3 de fevereiro de 2001  |
| Estónia              | Todos                         | Inglês                         | Eurolaul 2001                                                | 3 de fevereiro de 2001  |
| França               | "Je n'ai que mon âme"         | Natasha St-Pier                | Seleção interna                                              | -                       |
| França               | Só tenho a minha alma         | Francês & Inglês               | Seleção interna                                              | -                       |
| Grécia               | "Die for You"                 | Antique                        | Ellinikoú Telikoú tis Diagonismós Tragoudioú Eurovision 2001 | 6 de março de 2001      |
| Grécia               | Morreria por ti               | Grego & Inglês                 | Ellinikoú Telikoú tis Diagonismós Tragoudioú Eurovision 2001 | 6 de março de 2001      |
| Irlanda              | "Without Your Love"           | Gary O'Shaughnessy             | Eurosong 2001                                                | 25 de fevereiro de 2001 |
| Irlanda              | Sem o teu amor                | Inglês                         | Eurosong 2001                                                | 25 de fevereiro de 2001 |
| Islândia             | "Angel"                       | Two Tricky                     | Íslenska Söngvakeppni Sjónvarpsins 2001                      | 17 de fevereiro de 2001 |
| Islândia             | Anjo                          | Inglês                         | Íslenska Söngvakeppni Sjónvarpsins 2001                      | 17 de fevereiro de 2001 |
| Israel               | "En Davar" (אין דבר)          | Tal Sondak                     | Kdam Eurovision 2001                                         | 28 de dezembro de 2000  |
| Israel               | Não faz mal                   | Hebraico                       | Kdam Eurovision 2001                                         | 28 de dezembro de 2000  |
| Letónia              | "Too Much"                    | Arnis Mednis                   | Eirodziesma 2001                                             | 26 de fevereiro de 2001 |
| Letónia              | Demasiado                     | Inglês                         | Eirodziesma 2001                                             | 26 de fevereiro de 2001 |
| Lituânia             | "You Got Style"               | SKAMP                          | Nacionalinė atranka 2001                                     | 9 de março de 2001      |
| Lituânia             | Tens estilo                   | Inglês & Lituano               | Nacionalinė atranka 2001                                     | 9 de março de 2001      |
| Malta                | "Another Summer Night"        | Fabrizio Faniello              | Festival Tal-Kanzunetta Maltija 2001                         | 3 de fevereiro de 2001  |
| Malta                | Mais uma noite de Verão       | Inglês                         | Festival Tal-Kanzunetta Maltija 2001                         | 3 de fevereiro de 2001  |
| Noruega              | "On My Own"                   | Haldor Lægreid                 | Melodi Grand-Prix 2001                                       | 24 de fevereiro de 2001 |
| Noruega              | Sozinho                       | Inglês                         | Melodi Grand-Prix 2001                                       | 24 de fevereiro de 2001 |
| Países Baixos        | "Out On My Own"               | Michelle                       | Nationaal Songfestival 2001                                  | 3 de março de 2001      |
| Países Baixos        | Não por mim mesma             | Inglês                         | Nationaal Songfestival 2001                                  | 3 de março de 2001      |
| Polónia              | "2 Long"                      | Piasek                         | Seleção interna                                              | -                       |
| Polónia              | Demasiado tempo               | Inglês                         | Seleção interna                                              | -                       |
| Portugal             | "Só sei ser feliz assim"      | MTM                            | Festival RTP da Canção 2001                                  | 7 de março de 2001      |
| Portugal             | Só sei ser feliz assim        | Português                      | Festival RTP da Canção 2001                                  | 7 de março de 2001      |
| Reino Unido          | "No Dream Impossible"         | Lindsay Dracass                | A song for Europe 2001                                       | 11 de março de 2001     |
| Reino Unido          | Não há sonho impossível       | Inglês                         | A song for Europe 2001                                       | 11 de março de 2001     |
| Rússia               | "Lady Alpine Blue"            | Mumiy Troll                    | Seleção interna                                              | -                       |
| Rússia               | Senhora de azul alpino        | Inglês                         | Seleção interna                                              | -                       |
| Suécia               | "Listen To Your Heartbeat"    | Friends                        | Melodifestivalen 2001                                        | 23 de fevereiro de 2001 |
| Suécia               | Escuta o bater do teu coração | Inglês                         | Melodifestivalen 2001                                        | 23 de fevereiro de 2001 |
| Turquia              | "Sevgiliye Son"               | Sedat Yüce                     | Eurovision Şarkı Yarışması Türkiye Finali 2001               | 23 de fevereiro de 2001 |
| Turquia              | O fim do romance              | Turco & Inglês                 | Eurovision Şarkı Yarışması Türkiye Finali 2001               | 23 de fevereiro de 2001 |

## Festival
A abertura da competição começou com a música vencedora do ano anterior. Os Olsen Brothers entraram em cena, cantando "Fly on the Wings of Love". Eles imediatamente seguiram com seu novo single, Walk Right Back. Foram acompanhados por quatro cantores tocando gaita de foles. 
O palco consistia num pódio retangular. Acima, foram suspensas uma reprodução luminosa e articulada do logótipo, bem como muitos spots. A decoração incluída na sua parte inferior, uma escada de cor branca. No centro da escada havia uma porta móvel que foi levantada no início da transmissão para os apresentadores. A parte superior consistia em pontos de suporte de andaimes, quadrados de luz e uma parede de telas. Finalmente, em ambos os lados do pódio, havia duas telas gigantes.
Os apresentadores foram Natasja Crone Back e Søren Pilmark, que falaram aos espectadores, maioritariamente em inglês e mais raramente em francês e dinamarquês.
Os cartões postais consistiam em vídeos curtos, cada um apresentando um aspecto da vida cotidiana na Dinamarca. Em cada um, havia um elemento que lembrava o país participante. No cartão postal final, todas as pessoas que apareceram nos vídeos voltavam para saudar os espectadores.
O intervalo foi preenchido pelo grupo dinamarquês Aqua, que começou com uma edição de videoclipes do grupo. Os membros, em seguida, apareceram no palco e cantaram um medley dos seus grandes sucessos: "Around the World", "Barbie Girl", "Turn Back Time", "My Oh My", "Candyman", "Doctor Jones" e "Cartoon Heroes". Para esta última canção, eles se juntaram no palco pelo grupo Safri Duo, que cantaramum trecho de "Played-A-Live".
| #   | País                 | Idioma           | Artista                        | Canção                     | Lugar | Pontuação |
| --- | -------------------- | ---------------- | ------------------------------ | -------------------------- | ----- | --------- |
| 1º  | Países Baixos        | Inglês           | Michelle                       | "Out On My Own"            | 18º   | 16        |
| 2º  | Islândia             | Inglês           | Two Tricky                     | "Angel"                    | 22º   | 3         |
| 3º  | Bósnia e Herzegovina | Bósnio & Inglês  | Nino Pršeš                     | "Hano"                     | 14º   | 29        |
| 4º  | Noruega              | Inglês           | Haldor Lægreid                 | "On My Own"                | 22º   | 3         |
| 5º  | Israel               | Hebraico         | Tal Sondak                     | "En Davar" (אין דבר)       | 16º   | 25        |
| 6º  | Rússia               | Inglês           | Mumiy Troll                    | "Lady Alpine Blue"         | 12º   | 37        |
| 7º  | Suécia               | Inglês           | Friends                        | "Listen To Your Heartbeat" | 5º    | 100       |
| 8º  | Lituânia             | Inglês & Lituano | SKAMP                          | "You Got Style"            | 13º   | 35        |
| 9º  | Letónia              | Inglês           | Arnis Mednis                   | "Too Much"                 | 18º   | 16        |
| 10º | Croácia              | Inglês           | Vanna                          | "Strings of My Heart"      | 10º   | 42        |
| 11º | Portugal             | Português        | MTM                            | "Só sei ser feliz assim"   | 17º   | 18        |
| 12º | Irlanda              | Inglês           | Gary O'Shaughnessy             | "Without Your Love"        | 21º   | 6         |
| 13º | Espanha              | Castelhano       | David Civera                   | "Dile que la quiero"       | 6º    | 76        |
| 14º | França               | Francês & Inglês | Natasha St-Pier                | "Je n'ai que mon âme"      | 4º    | 142       |
| 15º | Turquia              | Turco & Inglês   | Sedat Yüce                     | "Sevgiliye Son"            | 11º   | 41        |
| 16º | Reino Unido          | Inglês           | Lindsay Dracass                | "No Dream Impossible"      | 15º   | 28        |
| 17º | Eslovénia            | Inglês           | Nuša Derenda                   | "Energy"                   | 7º    | 70        |
| 18º | Polónia              | Inglês           | Piasek                         | "2 Long"                   | 20º   | 11        |
| 19º | Alemanha             | Alemão & Inglês  | Michelle                       | "Wer liebe lebt"           | 8º    | 66        |
| 20º | Estónia              | Inglês           | Tanel Padar, Dave Benton & 2XL | "Everybody"                | 1º    | 198       |
| 21º | Malta                | Inglês           | Fabrizio Faniello              | "Another Summer Night"     | 9º    | 48        |
| 22º | Grécia               | Grego & Inglês   | Antique                        | "Die for You"              | 3º    | 147       |
| 23º | Dinamarca            | Inglês           | Rollo & King                   | "Never Ever Let You Go"    | 2º    | 177       |

### Resultados
A ordem de votação no Festival Eurovisão da Canção 2001, foi a seguinte:

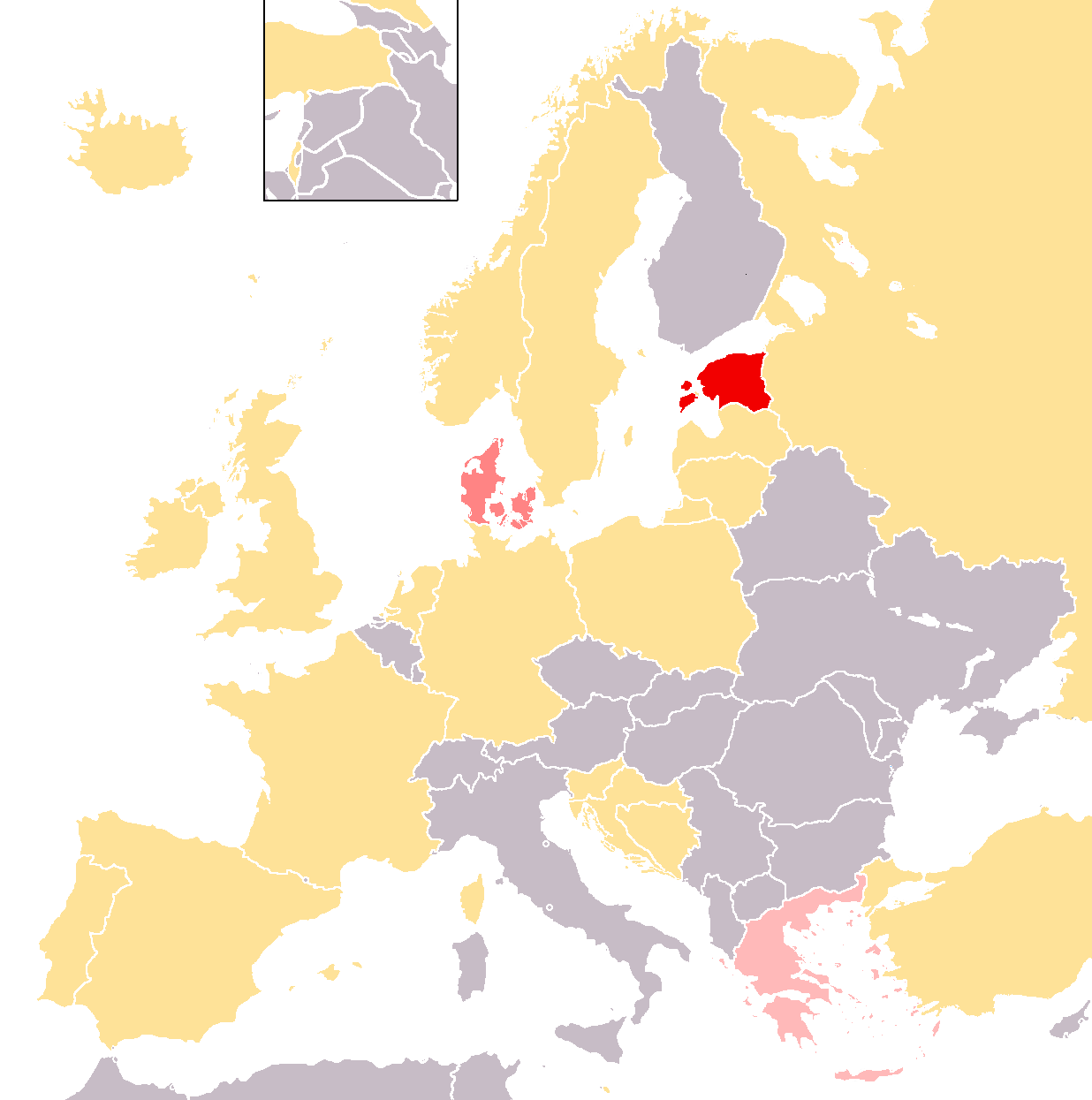
Vencedor
2º classificado
3º classificado

| Países Votantes      | Países Pontuados | Países Pontuados | Países Pontuados     | Países Pontuados | Países Pontuados | Países Pontuados | Países Pontuados | Países Pontuados | Países Pontuados | Países Pontuados | Países Pontuados | Países Pontuados     | Países Pontuados | Países Pontuados | Países Pontuados | Países Pontuados | Países Pontuados | Países Pontuados | Países Pontuados | Países Pontuados | Países Pontuados | Países Pontuados | Países Pontuados |
| -------------------- | ---------------- | ---------------- | -------------------- | ---------------- | ---------------- | ---------------- | ---------------- | ---------------- | ---------------- | ---------------- | ---------------- | -------------------- | ---------------- | ---------------- | ---------------- | ---------------- | ---------------- | ---------------- | ---------------- | ---------------- | ---------------- | ---------------- | ---------------- |
| Países Votantes      | Países Baixos    | Islândia         | Bósnia e Herzegovina | Noruega          | Israel           | Rússia           | Suécia           | Lituânia         | Letónia          | Croácia          | Portugal         | República da Irlanda | Espanha          | França           | Turquia          | Reino Unido      | Eslovénia        | Polónia          | Alemanha         | Estónia          | Malta            | Grécia           | Dinamarca        |
| Países Baixos        |                  |                  |                      |                  |                  |                  |                  | 5                |                  |                  |                  |                      | 7                | 8                | 3                | 2                | 4                |                  | 1                | 12               |                  | 6                | 10               |
| Islândia             |                  |                  |                      |                  |                  | 5                | 7                | 1                |                  |                  |                  |                      | 2                | 4                |                  |                  | 6                |                  |                  | 10               | 3                | 8                | 12               |
| Bósnia e Herzegovina |                  |                  |                      |                  | 6                |                  | 3                | 2                |                  | 7                |                  |                      | 5                | 12               |                  |                  | 10               |                  |                  | 4                | 1                | 8                |                  |
| Noruega              |                  | 1                |                      |                  |                  |                  | 2                |                  |                  |                  |                  |                      | 4                | 7                |                  |                  | 6                |                  | 3                | 10               | 5                | 8                | 12               |
| Israel               | 5                |                  |                      |                  |                  | 3                | 8                | 4                |                  |                  |                  |                      | 12               | 2                |                  |                  | 1                |                  |                  | 6                |                  | 10               | 7                |
| Rússia               | 1                |                  |                      |                  |                  |                  | 2                | 10               |                  |                  |                  |                      |                  | 12               |                  | 3                | 4                |                  | 8                | 6                | 7                | 5                |                  |
| Suécia               |                  |                  | 4                    |                  |                  |                  |                  | 1                |                  |                  |                  |                      | 5                | 6                |                  |                  | 7                | 2                |                  | 8                | 3                | 12               | 10               |
| Lituânia             |                  |                  |                      |                  |                  | 10               | 2                |                  | 8                |                  |                  |                      |                  | 7                |                  | 3                | 4                |                  |                  | 12               | 1                | 5                | 6                |
| Letónia              |                  |                  |                      |                  |                  | 8                | 6                | 5                |                  |                  |                  |                      | 4                | 7                |                  | 3                |                  |                  | 1                | 12               |                  | 2                | 10               |
| Croácia              |                  |                  | 10                   |                  |                  |                  | 4                |                  |                  |                  |                  |                      |                  | 6                | 7                | 3                | 8                |                  | 1                | 2                |                  | 5                | 12               |
| Portugal             | 6                |                  |                      | 3                |                  |                  | 5                |                  |                  |                  |                  | 1                    | 7                | 12               |                  | 2                |                  |                  | 10               |                  |                  | 4                | 8                |
| Irlanda              |                  |                  |                      |                  |                  |                  | 8                | 1                |                  |                  |                  |                      | 3                | 7                |                  | 4                | 2                |                  | 6                | 10               |                  | 5                | 12               |
| Espanha              |                  |                  |                      |                  |                  |                  | 5                |                  |                  |                  | 6                |                      |                  | 3                |                  | 1                | 2                |                  | 10               | 8                | 4                | 12               | 7                |
| França               |                  |                  |                      |                  | 10               |                  | 2                |                  |                  |                  | 12               |                      | 5                |                  | 7                |                  | 1                |                  | 6                | 8                |                  | 3                | 4                |
| Turquia              |                  |                  |                      |                  | 7                |                  | 8                |                  |                  | 10               |                  |                      | 6                | 1                |                  |                  |                  |                  | 3                | 12               | 2                | 5                | 4                |
| Reino Unido          |                  |                  |                      |                  |                  |                  | 8                | 4                |                  |                  |                  | 5                    | 3                | 6                |                  |                  |                  |                  | 2                | 12               | 1                | 7                | 10               |
| Eslovénia            | 4                |                  | 7                    |                  |                  |                  |                  | 2                |                  | 5                |                  |                      | 1                | 6                |                  |                  |                  | 3                |                  | 12               |                  | 8                | 10               |
| Polónia              |                  |                  |                      |                  |                  |                  | 5                |                  |                  |                  |                  |                      | 1                | 10               |                  | 2                | 6                |                  | 4                | 12               | 3                | 8                | 7                |
| Alemanha             |                  |                  |                      |                  |                  |                  |                  |                  |                  | 3                |                  |                      |                  | 6                | 7                | 2                | 4                | 5                |                  | 10               | 1                | 8                | 12               |
| Estónia              |                  |                  |                      |                  |                  | 4                | 7                |                  | 8                |                  |                  |                      | 3                | 10               |                  |                  | 5                |                  | 1                |                  | 2                | 6                | 12               |
| Malta                |                  |                  | 1                    |                  |                  | 2                | 8                |                  |                  | 10               |                  |                      |                  |                  | 4                | 3                |                  |                  | 5                | 12               |                  | 7                | 6                |
| Grécia               |                  |                  |                      |                  | 2                | 5                |                  |                  |                  | 7                |                  |                      | 8                | 4                | 10               |                  |                  |                  | 1                | 12               | 3                |                  | 6                |
| Dinamarca            |                  | 2                | 7                    |                  |                  |                  | 10               |                  |                  |                  |                  |                      |                  | 6                | 3                |                  |                  | 1                | 4                | 8                | 12               | 5                |                  |
| Total                | 16               | 3                | 29                   | 3                | 25               | 37               | 100              | 35               | 16               | 42               | 18               | 6                    | 76               | 142              | 41               | 28               | 70               | 11               | 66               | 198              | 48               | 147              | 177              |
| Lugar                | 18º              | 22º              | 14º                  | 22º              | 16º              | 12º              | 5º               | 13º              | 18º              | 10º              | 17º              | 21º                  | 6º               | 4º               | 11º              | 15º              | 7º               | 20º              | 8º               | 1º               | 9º               | 3º               | 2º               |
| Países Votantes      | Países Baixos    | Islândia         | Bósnia e Herzegovina | Noruega          | Israel           | Rússia           | Suécia           | Lituânia         | Letónia          | Croácia          | Portugal         | República da Irlanda | Espanha          | França           | Turquia          | Reino Unido      | Eslovénia        | Polónia          | Alemanha         | Estónia          | Malta            | Grécia           | Dinamarca        |
| Países Votantes      | Países Pontuados |                  |                      |                  |                  |                  |                  |                  |                  |                  |                  |                      |                  |                  |                  |                  |                  |                  |                  |                  |                  |                  |                  |

| Países Votantes      | Países Pontuados | Países Pontuados | Países Pontuados     | Países Pontuados | Países Pontuados | Países Pontuados | Países Pontuados | Países Pontuados | Países Pontuados | Países Pontuados | Países Pontuados | Países Pontuados     | Países Pontuados | Países Pontuados | Países Pontuados | Países Pontuados | Países Pontuados | Países Pontuados | Países Pontuados | Países Pontuados | Países Pontuados | Países Pontuados | Países Pontuados |
| -------------------- | ---------------- | ---------------- | -------------------- | ---------------- | ---------------- | ---------------- | ---------------- | ---------------- | ---------------- | ---------------- | ---------------- | -------------------- | ---------------- | ---------------- | ---------------- | ---------------- | ---------------- | ---------------- | ---------------- | ---------------- | ---------------- | ---------------- | ---------------- |
| Países Votantes      | Países Baixos    | Islândia         | Bósnia e Herzegovina | Noruega          | Israel           | Rússia           | Suécia           | Lituânia         | Letónia          | Croácia          | Portugal         | República da Irlanda | Espanha          | França           | Turquia          | Reino Unido      | Eslovénia        | Polónia          | Alemanha         | Estónia          | Malta            | Grécia           | Dinamarca        |
| Países Baixos        | 0                | 0                | 0                    | 0                | 0                | 0                | 0                | 5                | 0                | 0                | 0                | 0                    | 7                | 8                | 3                | 2                | 4                | 0                | 1                | 12               | 0                | 6                | 10               |
| Islândia             | 0                | 0                | 0                    | 0                | 0                | 5                | 7                | 6                | 0                | 0                | 0                | 0                    | 9                | 12               | 3                | 2                | 10               | 0                | 1                | 22               | 3                | 14               | 22               |
| Bósnia e Herzegovina | 0                | 0                | 0                    | 0                | 6                | 5                | 10               | 8                | 0                | 7                | 0                | 0                    | 14               | 24               | 3                | 2                | 20               | 0                | 1                | 26               | 4                | 22               | 22               |
| Noruega              | 0                | 1                | 0                    | 0                | 6                | 5                | 12               | 8                | 0                | 7                | 0                | 0                    | 18               | 31               | 3                | 2                | 26               | 0                | 4                | 36               | 9                | 30               | 34               |
| Israel               | 5                | 1                | 0                    | 0                | 6                | 8                | 20               | 12               | 0                | 7                | 0                | 0                    | 30               | 33               | 3                | 2                | 27               | 0                | 4                | 42               | 9                | 40               | 41               |
| Rússia               | 6                | 1                | 0                    | 0                | 6                | 8                | 22               | 22               | 0                | 7                | 0                | 0                    | 30               | 45               | 3                | 5                | 31               | 0                | 12               | 48               | 16               | 45               | 41               |
| Suécia               | 6                | 1                | 4                    | 0                | 6                | 8                | 22               | 23               | 0                | 7                | 0                | 0                    | 35               | 51               | 3                | 5                | 38               | 2                | 12               | 56               | 19               | 57               | 51               |
| Lituânia             | 6                | 1                | 4                    | 0                | 6                | 18               | 24               | 23               | 8                | 7                | 0                | 0                    | 35               | 58               | 3                | 8                | 42               | 2                | 12               | 68               | 20               | 62               | 57               |
| Letónia              | 6                | 1                | 4                    | 0                | 6                | 26               | 30               | 28               | 8                | 7                | 0                | 0                    | 39               | 65               | 3                | 11               | 42               | 2                | 13               | 80               | 20               | 64               | 67               |
| Croácia              | 6                | 1                | 14                   | 0                | 6                | 26               | 34               | 28               | 8                | 7                | 0                | 0                    | 39               | 71               | 10               | 14               | 50               | 2                | 14               | 82               | 20               | 69               | 79               |
| Portugal             | 12               | 1                | 14                   | 3                | 6                | 26               | 39               | 28               | 8                | 7                | 0                | 1                    | 46               | 83               | 10               | 16               | 50               | 2                | 24               | 82               | 20               | 73               | 87               |
| Irlanda              | 12               | 1                | 14                   | 3                | 6                | 26               | 47               | 29               | 8                | 7                | 0                | 1                    | 49               | 90               | 10               | 20               | 52               | 2                | 30               | 92               | 20               | 78               | 99               |
| Espanha              | 12               | 1                | 14                   | 3                | 6                | 26               | 52               | 29               | 8                | 7                | 6                | 1                    | 49               | 93               | 10               | 21               | 54               | 2                | 40               | 100              | 24               | 90               | 106              |
| França               | 12               | 1                | 14                   | 3                | 16               | 26               | 54               | 29               | 8                | 7                | 18               | 1                    | 54               | 93               | 17               | 21               | 55               | 2                | 46               | 108              | 24               | 93               | 110              |
| Turquia              | 12               | 1                | 14                   | 3                | 23               | 26               | 62               | 29               | 8                | 17               | 18               | 1                    | 60               | 94               | 17               | 21               | 55               | 2                | 49               | 120              | 26               | 98               | 114              |
| Reino Unido          | 12               | 1                | 14                   | 3                | 23               | 26               | 70               | 33               | 8                | 17               | 18               | 6                    | 63               | 100              | 17               | 21               | 55               | 2                | 51               | 132              | 27               | 105              | 124              |
| Eslovénia            | 16               | 1                | 21                   | 3                | 23               | 26               | 70               | 35               | 8                | 22               | 18               | 6                    | 64               | 106              | 17               | 21               | 55               | 5                | 51               | 144              | 27               | 113              | 134              |
| Polónia              | 16               | 1                | 21                   | 3                | 23               | 26               | 75               | 35               | 8                | 22               | 18               | 6                    | 65               | 116              | 17               | 23               | 61               | 5                | 55               | 156              | 30               | 121              | 141              |
| Alemanha             | 16               | 1                | 21                   | 3                | 23               | 26               | 75               | 35               | 8                | 25               | 18               | 6                    | 65               | 122              | 24               | 25               | 65               | 10               | 55               | 166              | 31               | 129              | 153              |
| Estónia              | 16               | 1                | 21                   | 3                | 23               | 30               | 82               | 35               | 16               | 25               | 18               | 6                    | 68               | 132              | 24               | 25               | 70               | 10               | 56               | 166              | 33               | 135              | 165              |
| Malta                | 16               | 1                | 22                   | 3                | 23               | 32               | 90               | 35               | 16               | 35               | 18               | 6                    | 68               | 132              | 28               | 28               | 70               | 10               | 61               | 178              | 33               | 142              | 171              |
| Grécia               | 16               | 1                | 22                   | 3                | 25               | 37               | 90               | 35               | 16               | 42               | 18               | 6                    | 76               | 136              | 38               | 28               | 70               | 10               | 62               | 190              | 36               | 142              | 177              |
| Dinamarca            | 16               | 3                | 29                   | 3                | 25               | 37               | 100              | 35               | 16               | 42               | 18               | 6                    | 76               | 142              | 41               | 28               | 70               | 11               | 66               | 198              | 48               | 147              | 177              |
| Lugar                | 18º              | 22º              | 14º                  | 22º              | 16º              | 12º              | 5º               | 13º              | 18º              | 10º              | 17º              | 21º                  | 6º               | 4º               | 11º              | 15º              | 7º               | 20º              | 8º               | 1º               | 9º               | 3º               | 2º               |
| Países Votantes      | Países Baixos    | Islândia         | Bósnia e Herzegovina | Noruega          | Israel           | Rússia           | Suécia           | Lituânia         | Letónia          | Croácia          | Portugal         | República da Irlanda | Espanha          | França           | Turquia          | Reino Unido      | Eslovénia        | Polónia          | Alemanha         | Estónia          | Malta            | Grécia           | Dinamarca        |
| Países Votantes      | Países Pontuados |                  |                      |                  |                  |                  |                  |                  |                  |                  |                  |                      |                  |                  |                  |                  |                  |                  |                  |                  |                  |                  |                  |

#### 12 pontos
Os países que receberam 12 pontos foram os seguintes:
| # | Países Pontuados | Países Votantes                                                                           |
| - | ---------------- | ----------------------------------------------------------------------------------------- |
| 9 | Estónia          | Eslovénia, Grécia, Letónia, Lituânia, Malta, Países Baixos, Polónia, Reino Unido, Turquia |
| 6 | Dinamarca        | Alemanha, Croácia, Estónia, Irlanda, Islândia, Noruega                                    |
| 3 | França           | Bósnia e Herzegovina, Portugal, Rússia                                                    |
| 2 | Grécia           | Espanha, Suécia                                                                           |
| 1 | Espanha          | Israel                                                                                    |
| 1 | Malta            | Dinamarca                                                                                 |
| 1 | Portugal         | França                                                                                    |

### Média de pontuações
| #   | País               | Pontuação em 1996 | Pontuação em 1997 | Pontuação em 1998 | Pontuação em 1999 | Pontuação em 2000 | Total | Média |
| --- | ------------------ | ----------------- | ----------------- | ----------------- | ----------------- | ----------------- | ----- | ----- |
| 1º  | Letónia            | -                 | -                 | -                 | -                 | 136               | 136   | 136   |
| -   | Reino Unido        | 77                | 227               | 166               | 38                | 28                | 536   | 107,2 |
| 2º  | Irlanda            | 162               | 157               | 64                | 18                | 92                | 493   | 98,6  |
| -   | Dinamarca          | -                 | 25                | -                 | 71                | 195               | 291   | 97    |
| 3º  | Rússia             | -                 | 33                | -                 | -                 | 155               | 188   | 94    |
| 4º  | Israel             | -                 | -                 | 172               | 93                | 7                 | 272   | 90,67 |
| 5º  | Suécia             | 100               | 36                | 53                | 163               | 88                | 440   | 88    |
| -   | Alemanha           | -                 | 22                | 86                | 140               | 96                | 344   | 86    |
| 6º  | Malta              | 68                | 66                | 165               | 32                | 73                | 404   | 80,8  |
| 7º  | Croácia            | 98                | 24                | 131               | 79*               | 70                | 402   | 80,4  |
| 8º  | Estónia            | 94                | 82                | 36                | 90                | 98                | 400   | 80    |
| 9º  | Países Baixos      | 78                | 5                 | 150               | 71                | 40                | 344   | 68,8  |
| 10º | Islândia           | 51                | 18                | -                 | 146               | 45                | 260   | 65    |
| 11º | Noruega            | 114               | 0                 | 79                | 35                | 57                | 285   | 57    |
| 12º | Turquia            | 57                | 121               | 25                | 21                | 59                | 283   | 56,6  |
| 13º | Bélgica            | 22                | -                 | 122               | 38                | 2                 | 184   | 46    |
| 14º | Áustria            | 68                | 12                | -                 | 65                | 34                | 179   | 44,75 |
| 15º | Chipre             | 72                | 98                | 37                | 2                 | 8                 | 217   | 43,4  |
| -   | Espanha            | 17                | 96                | 21                | 1                 | 18                | 153   | 30,6  |
| -   | França             | 18                | 95                | 3                 | 14                | 5                 | 135   | 27    |
| 16º | Macedónia do Norte | -                 | -                 | 16                | -                 | 29                | 45    | 22,5  |
| 17º | Finlândia          | 9                 | -                 | 22                | -                 | 18                | 49    | 16,33 |
| 18º | Roménia            | -                 | -                 | 6                 | -                 | 25                | 31    | 15,5  |
| 19º | Suíça              | 22                | 5                 | 0                 | -                 | 14                | 41    | 10,25 |

* Croácia perdeu um terço da sua pontuação média devido ao facto de usarem uma faixa audio de voz na atuação, fazendo com que o país perdesse 33% da pontuação na média.